# International Electrotechnical Commission

Logo

Die Internationale Elektrotechnische Kommission (von englisch International Electrotechnical Commission [ˌɪntəˈnæʃənəl ɪˌlɛktɹəˈtɛknɪkəl kəˈmɪʃən], kurz IEC) ist eine internationale Normungsorganisation für Normen im Bereich der Elektrotechnik und Elektronik mit Sitz in Genf. Einige Normen werden gemeinsam mit der ISO (International Organization for Standardization) entwickelt. Zusammen mit der ITU bilden die ISO und die IEC die World Standards Cooperation.

## Geschichte
Die IEC wurde 1906 gegründet und befand sich zunächst in London, seit 1948 befindet sich die Organisation in Genf. Die IEC war wesentlich daran beteiligt, Normen für Maßeinheiten zu vereinheitlichen, insbesondere Gauß, Hertz und Weber. Man schlug auch als erste ein System von Standards vor, das Giovanni-Giorgi-System, das letztlich zum SI, dem Internationalen Einheitensystem, wurde. 1938 veröffentlichte man ein mehrsprachiges internationales Wörterbuch, um die elektrotechnischen Begriffe zu vereinheitlichen. Die Arbeit wird fortgesetzt, das Internationale Elektrotechnische Wörterbuch (IEV) bleibt eine wichtige Aufgabe in der Elektro- und Elektronikindustrie.

## Aufgabe
Die IEC-Satzung schließt die gesamte Elektrotechnik ein, einschließlich Wandlung und Verteilung von Energie, Elektronik, Magnetismus und Elektromagnetismus, Elektrostatik, Elektroakustik, Multimedia, Telekommunikation und Medizintechnik als auch allgemeine Disziplinen wie Fachwortschatz und Symbole, elektromagnetische Verträglichkeit, Messtechnik und Betriebsverhalten, Zuverlässigkeit, Design und Entwicklung, Sicherheit und Umwelt.

## Organisation
Als Verein nach Schweizer Recht ist die IEC eine gemeinnützige nichtstaatliche Organisation. Neben dem Generalsekretariat in Genf bestehen vier Regionalzentren: für den Raum Asien in Singapur, für Lateinamerika in Brasilien, für Nordamerika in den USA und für den Pazifik in Sydney.
In Technischen Komitees (TC; technical commitees), Unterkomitees (SC; subcommittees) und Arbeitsgruppen (WG; working groups) erarbeitet sie Internationale Normen und Standards der Elektrotechnik. Geführt werden die Komitees durch den Managementausschuss für Normung (SMB; standardization management board), das auch über die Bildung neuer Technischer Komitees und deren Aufgabengebiete bestimmt. Für übergreifende Themenfelder, wie Sicherheit, Umweltaspekte oder elektromagnetische Verträglichkeit, hat sich das SMB Technische Beratungsausschüsse und anwendungsorientierte Sektorausschüsse eingerichtet. Die Einschätzung aktueller und zukünftiger Technologieentwicklungen sowie der Markterfordernisse für die elektrotechnische Normungsarbeit werden in besonderen Arbeitsgruppen des Market Strategy Boards (MSB) der IEC vorgenommen. Der Konformitätsbewertungsausschuss (Conformity Assessment Board – CAB) koordiniert die Aktivitäten der vier IEC-Konformitätsbewertungssysteme IECEE, IECEx, IECQ und IECRE.

## Arbeitsergebnisse/Veröffentlichungen
IEC-Normen haben Nummernkreise zwischen 60000 und 79999. Ihre Titel lauten zum Beispiel IEC 60417: Graphical Symbols for use on Equipment. Die Nummern von älteren IEC-Normen wurden 1997 umgestellt, indem man 60000 hinzuaddierte, zum Beispiel wurde aus der IEC 27 die IEC 60027.
Normen, die gemeinsam mit ISO entwickelt werden, erhalten die Präfixe beider Organisationen wie zum Beispiel in „ISO/IEC 7498-1: 1994, Open Systems Interconnection: Basic Reference Model“. Die Ergebnisse der Arbeiten aus dem ISO/IEC Joint Technical Committee 1 (ISO/IEC JTC1), welches sich mit Normen des Bereichs Informationstechnik beschäftigt, werden unter dem gemeinsamen Präfix beider Organisationen veröffentlicht. Ansonsten werden gemeinsam entwickelte Normen beider Organisationen in einem Nummernband beginnend mit 80000 veröffentlicht. Hier gilt jedoch, dass für jeden Teil einer Normenreihe jeweils nur eine der beiden Organisationen verantwortlich ist, zum Beispiel in ISO 81714-1, IEC 81714-2, IEC 82045-1, IEC 82045-2.
Im Jahre 2003 wurden 491 neue Richtlinien und Normen veröffentlicht. Unter anderem ist das CISPR (Comité International Spécial des Perturbations Radioélectriques) aus der IEC entstanden.

## Mitgliedschaft

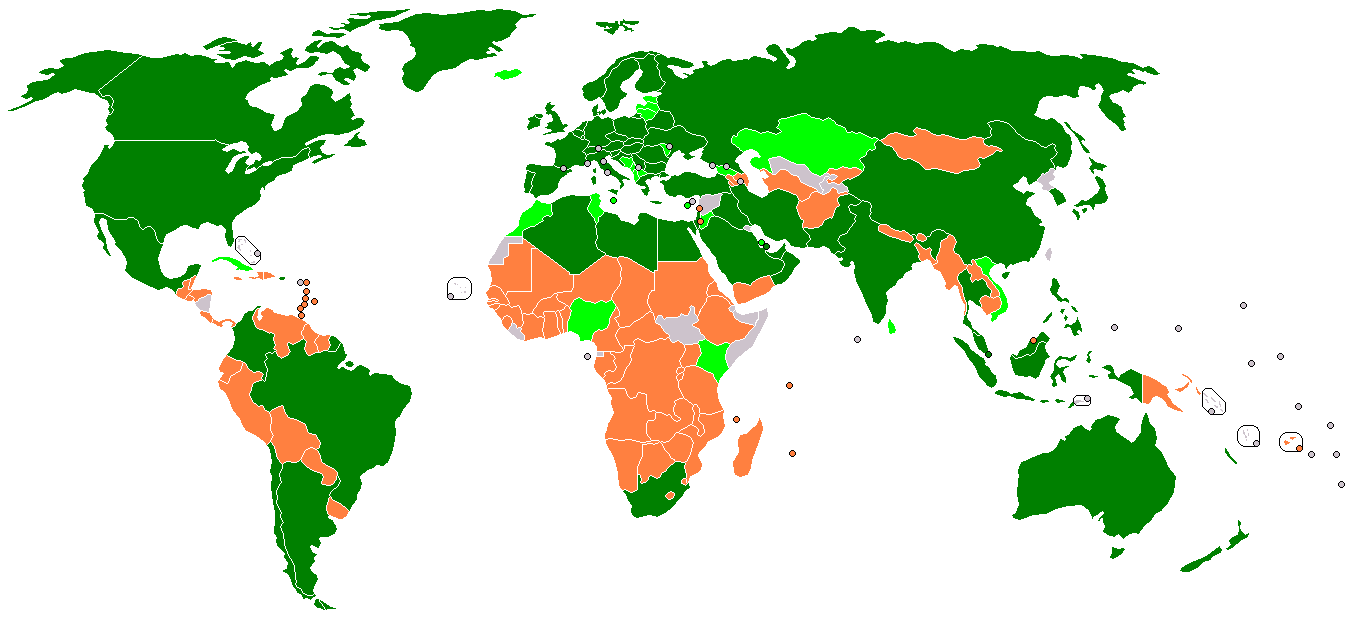
IEC Mitglieder:
Vollmitglieder
assoziierte Mitglieder
Partner

Die IEC besteht aus Mitgliedern, genannt nationale Komitees (NC). Jedes NC repräsentiert die nationalen elektrotechnischen Interessen in der IEC. Dies schließt Hersteller, Versorger, Verteiler und Anbieter, Verbraucher und Nutzer, alle Ebenen von Regierungsstellen, Berufsverbände und Handelsvereinigungen als auch Entwickler nationaler Normenstellen ein. Nationale Komitees sind unterschiedlich organisiert. Einige NC vertreten nur den öffentlichen Sektor, einige vertreten den öffentlichen und privaten Sektor und einige vertreten nur den privaten. Etwa 90 % der Mitarbeiter, welche IEC Standards vorbereiten, arbeiten in der Industrie.
In der IEC sind mehr als 80 Länder vertreten, organisiert in 1442 Arbeitsgruppen und Kommissionen.
- Brasilien – Comitê Brasileiro de Eletricidade, Eletrônica, Iluminação e Telecomunicações (Cobei)
- China – Standardization Administration of China (SAC)
- Dänemark – Dansk Standard (DS)
- Deutschland – Deutsche Kommission Elektrotechnik Elektronik Informationstechnik (DKE)
- Frankreich – Union Technique de l’Electricité (UTE)
- Vereinigtes Königreich – British Standards Institution (BSI)
- Indien – Bureau of Indian Standards (BIS)
- Italien – Comitato Elettrotecnico Italiano
- Japan – Japanese Industrial Standards Committee
- Kanada – Standards Council of Canada
- Niederlande – Nederlands Elektrotechnisch Comité (NEC)
- Österreich – Österreichischer Verband für Elektrotechnik (OVE)
- Russland – Federal Agency for Technical Regulation and Metrology (ГОСТ)
- Schweden – SEK Svensk Elstandard (SEK)
- Schweiz – Swiss Electrotechnical Committee, Comité Electrotechnique Suisse (CES)
- Spanien – Comite Nacional Español de la CEI
- Südafrika – South African Bureau of Standards (SABS)
- USA – American National Standards Institute (ANSI)

## Unterorganisationen
- IECEE IEC System of Conformity Assessment Schemes for Electrotechnical Equipment and Components ‚IEC-System für Konformitätsbewertungssysteme elektrotechnischer Betriebsmittel und Komponenten‘, Genf
- IECEx IEC System for Certification to Standards relating to equipment for use in Explosive Atmospheres ‚IEC-System zur Zertifizierung nach Normen für Geräte zur Verwendung in explosionsgefährdeter Umgebung‘, Genf
- IECQ IEC Quality Assessment System for Electronic Components ‚IEC-Qualitätsbewertungssystem für Bauelemente der Elektronik‘, Genf (Früher: IECQ-CECC)